# Pristicerops bakeri
Pristicerops bakeri är en stekelart som först beskrevs av Davis 1898.  Pristicerops bakeri ingår i släktet Pristicerops och familjen brokparasitsteklar. Inga underarter finns listade i Catalogue of Life.